# Dimitris Michailakis
Dimitris Michalakis, född 1954 i Chania, Kreta, är professor i socialt arbete vid Linköpings universitet.
Michailakis har en kandidatexamen i sociologi. Han blev fil. dr 1995 och professor i sociologi 2008 vid Uppsala universitet. Sedan 2011 är han professor i socialt arbete vid Linköpings universitet.
Dimitris Michailakis forskning är inriktad på dels det politiska systemets försök att styra andra sociala system och de problem som uppstår i samband med detta och dels den ökade uppmärksamheten på rättighetsfrågor av olika slag.